# Ликіса (район)
Ликіса (тетум Likisá, порт. Liquiçá) — один з 13 районів Східного Тимору, адміністративний центр району також носить назву Ликіса. Площа становить 550,95 км².

## Географія
Район розташований в північно-західній частині країни і межує з округами Ділі — (на сході), Айлеу — (на південному сході),  Ермера — (на півдні) і Бобонару — (на південному заході). На півночі округ омивається водами моря Саву. Найвищою точкою округу є гора Фохо-Кутулау, висота якої становить 1410 м над рівнем моря. Інша висока гора — Фатумасін (1369 м).

## Населення
Населення району за даними на 2010 рік становить 63 403 особи; для порівняння, на 2004 рік воно налічувало 54 834 особи. Щільність населення — 115,08 чол,/км². Середній вік населення становить 18,6 років. У період з 1990 по 2004 роки середній щорічний приріст населення склав 1,55 %.
69,9 % населення розмовляють мовою токодеде; 18,2 % — на мамбаї; 10,8 % — на тетум. Поширені також інші місцеві мови і діалекти. 39,2 % населення володіють мовою тетум (включаючи тих, для яких вона є другою і третьою мовами); 33,6 % володіють індонезійською і 11,0 % — португальською. 61,9 % населення неписьменні (66,9 % жінок і 57,1 % чоловіків). Тільки 7,7 % осіб старше 18 років закінчили середню школу (5,9 % жінок і 9,4 % чоловіків).
За даними на 2004 рік 95,1 % населення складають католики; 1,8 % — прихильники традиційних анімістичних вірувань; 2,5 % — протестанти і 0,1 % — мусульмани.

## Адміністративний поділ
В адміністративному відношенні поділяється на 3 підрайони:

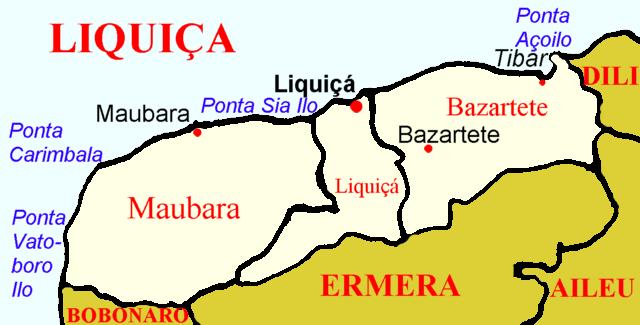
Адміністративний поділ району

| Підрайон  | Населення, чол. (2010) | Площа, км² |
| --------- | ---------------------- | ---------- |
| Базартете | 23 955                 | 187,53     |
| Ликіса    | 20 938                 | 98,58      |
| Маубара   | 18 510                 | 264,84     |

## Галерея

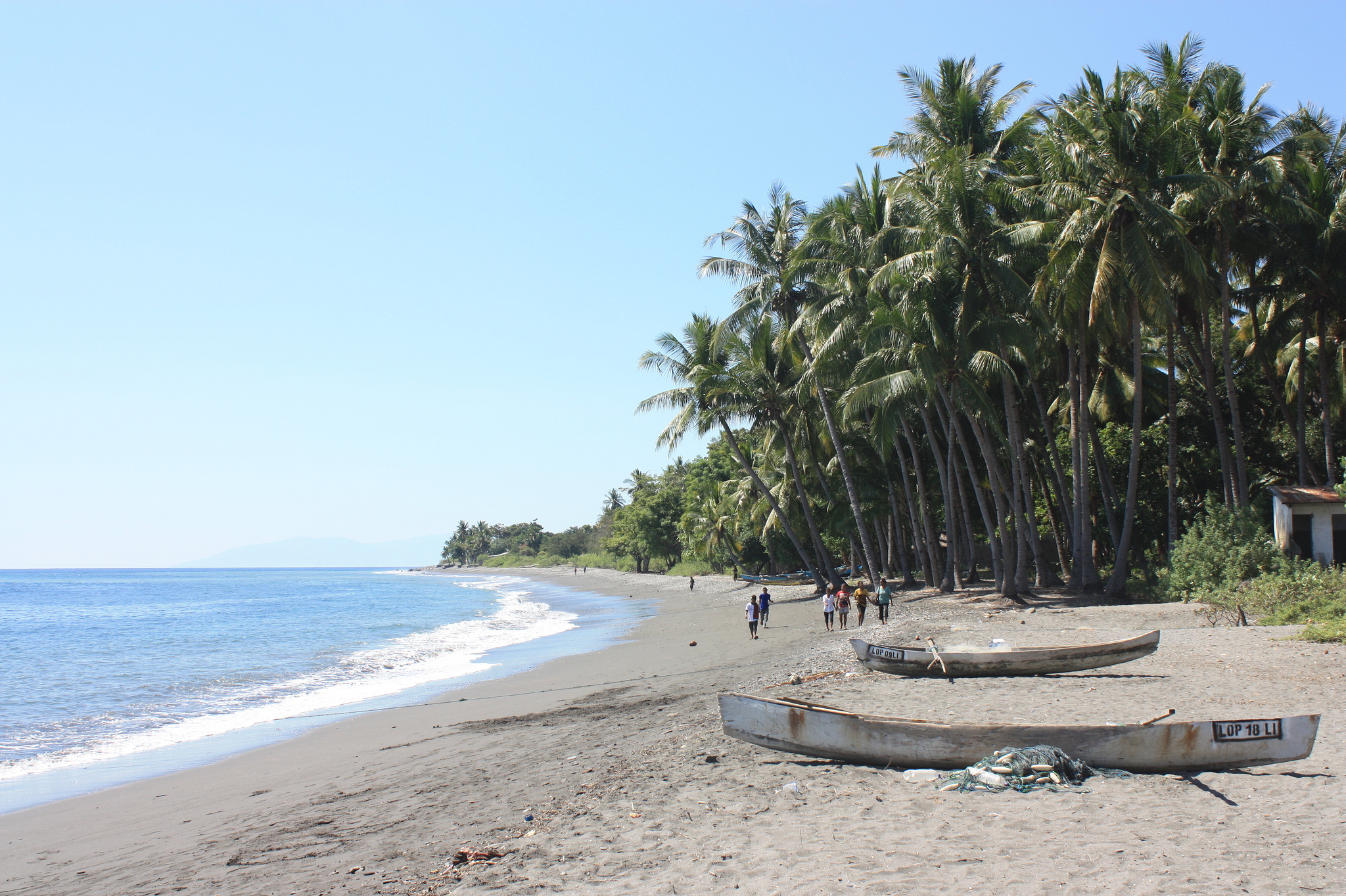
Пляж в Ликісі
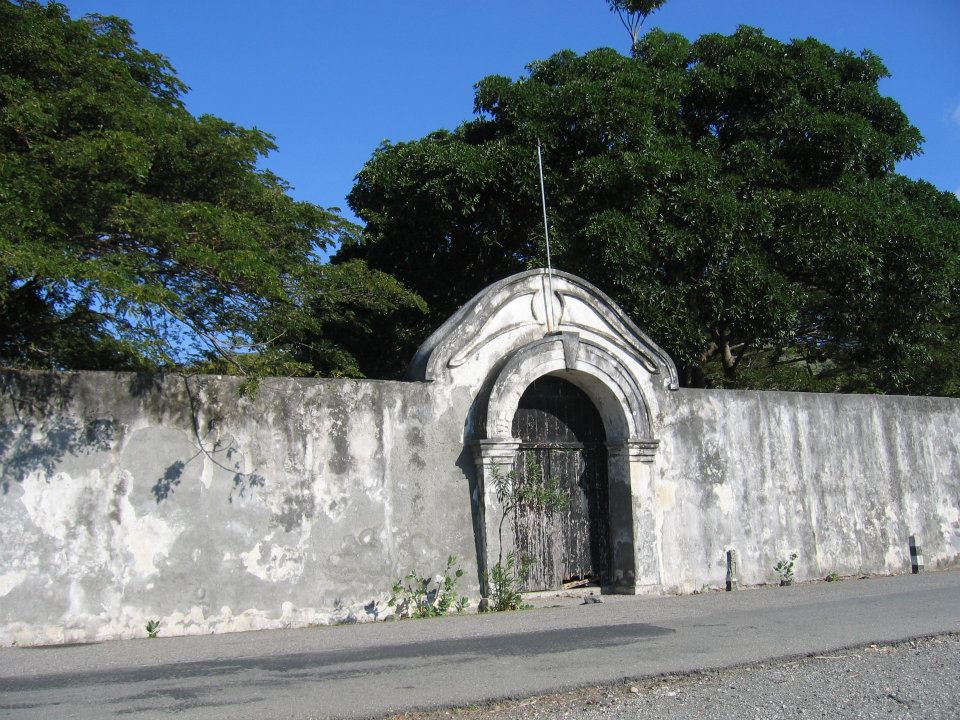
Форт Маубара
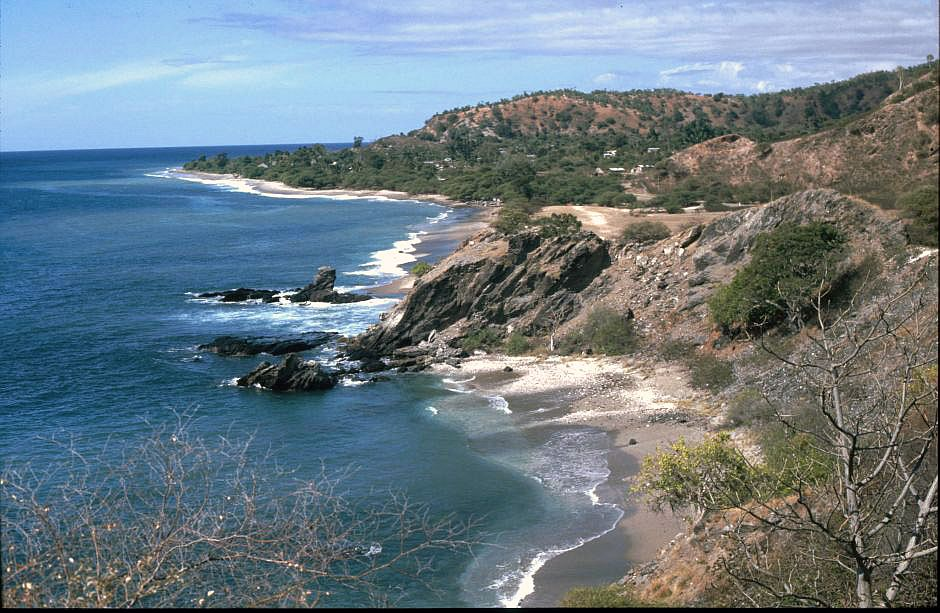
Узбережжя між Делі та Ликісою
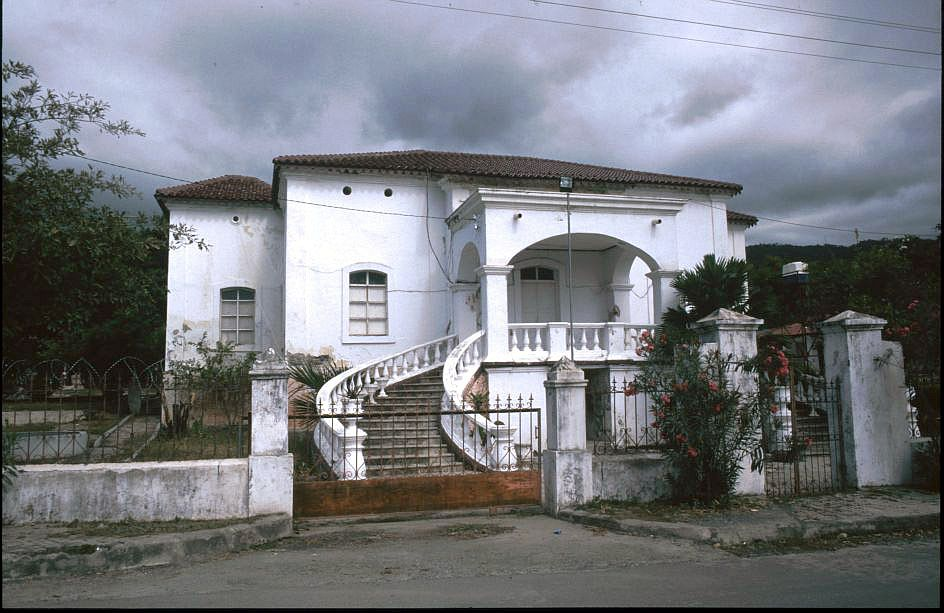
Португальська віла в Ликісі
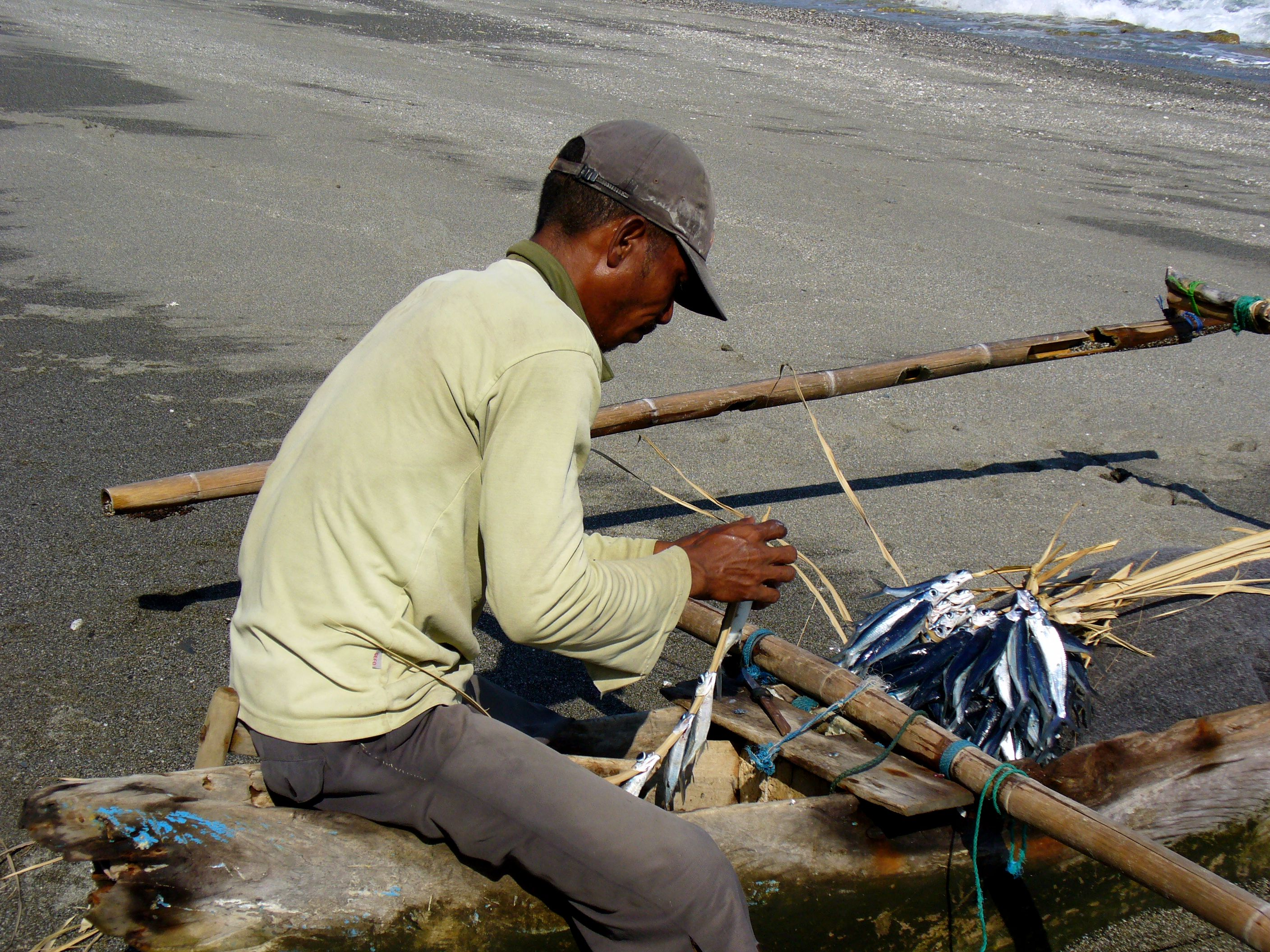
Рибалка в місті Ликісі